# صخب البحر (فلم)
صخب البحر فيلم تراجيدي عراقي، من إنتاج 1987.

## أحداث الفيلم
يصور الفيلم إحدى قرى محافظة البصرة، إبان الحرب العراقية-الإيرانية.

## طاقم العمل

### تأليف
- صالح مرسي.
- علي خيون.

### إخراج
- صبيح عبد الكريم.

### تصوير
- رفعت عبد الحميد.

### إنتاج
- دائرة السينما والمسرح.

### ممثلون
- شذى سالم.
- جلال كامل.
- سهى سالم.
- ميمون الخالدي.
- نزار السامرائي.